# Summertown, Georgia
Summertown är en ort i Emanuel County i delstaten Georgia, USA.